# 罰單 (中華民國)

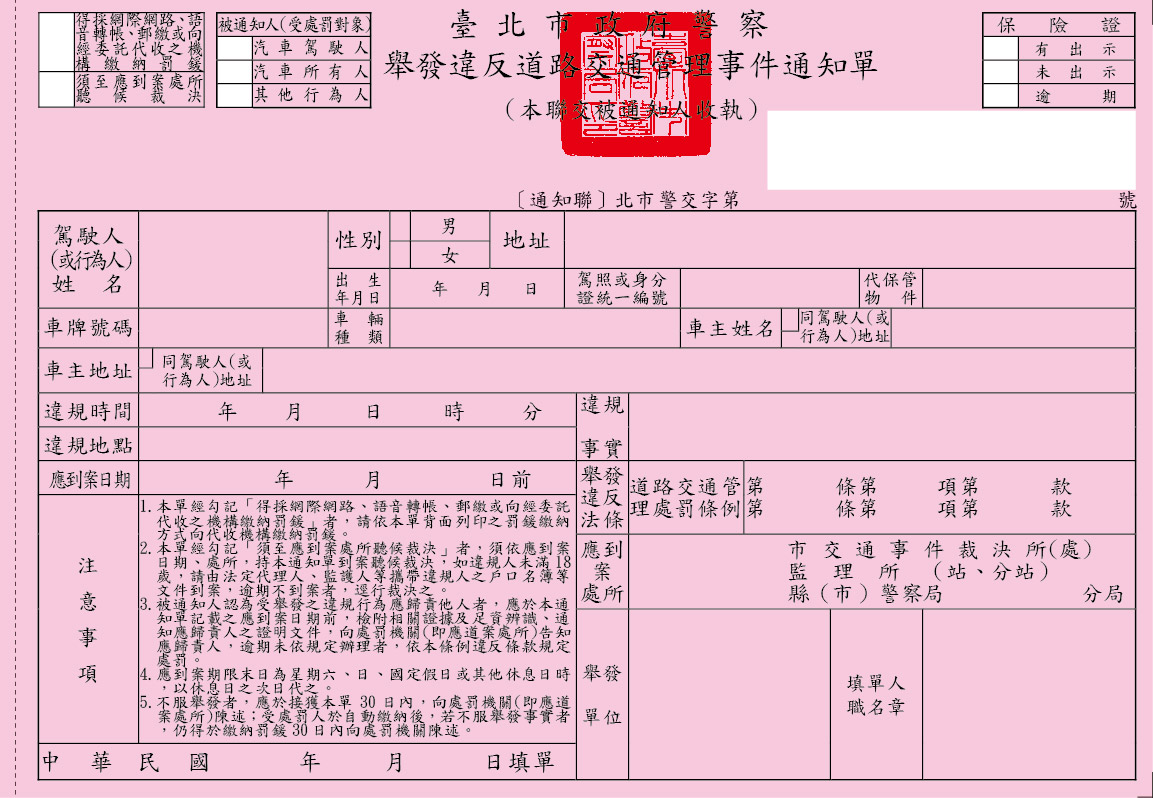
臺北市政府警察局舉發違反道路交通管理事件通知單樣張

中華民國法律上所謂罰單，正式名稱為舉發違反道路交通管理事件通知單，是由交通部公路總局各區監理所主管及警察，並由縣市交通警察依照其權限所開立索取罰金。一件兩聯，一聯由開單員警寫正確時間地點以備查留存，一聯由民眾收存以便申訴或按索賠款項繳交。

## 違規
依交通事項可概括分為違規停車於商家前方之通知拖吊，某段距離之逆向行駛，未能即時遵守號誌或煞車不及，右轉車相互搶右轉車道使，使中道車右轉時未能即時於右轉車道轉向，因地緣交通緊急迫近，未有能力遵守二段式待轉，超速，紅燈與臺灣法規之右轉。

## 警民協力
可透過行車紀錄器或照相器材等將照片影片寄送給分局e-mail，打擊陋習.

## 異議
如對罰單有任何疑問，可至交通部公路總局各區監理所、各地方法院、各交通事件裁決機關（臺北市交通事件裁決所、新北市政府交通事件裁決處、桃園市政府交通事件裁決處等）、開立之警察分局提出異議。

## 參照
1. ↑  .   [2016-10-20]. （原始内容存档于2016-10-16）.
2. ↑  .   [2016-10-20]. （原始内容存档于2019-12-07）.
3. ↑  .   [2016-10-20]. （原始内容存档于2019-12-06）.
4. ↑  .   [2016-10-20]. （原始内容存档于2019-12-05）.

## 外部連結
- 台北市交通警察F&Q[永久]
- 監理所線上繳納罰單 （页面存档备份，存于）
- 監理服務站 （页面存档备份，存于）
- 監理所-罰單申訴 （页面存档备份，存于）